# 圣源寺
圣源寺，古称圣元寺，位于云南省大理州大理市喜洲镇庆洞村。始建于南诏，圣源寺观音阁是大理地区年代较早的木构建筑。圣源寺是大理地区一处重要的佛教建筑，与神都本主庙相邻，是白族传统节日绕三灵的中心场所。

## 历史
据圣源寺内多通碑刻记载，寺始建于南诏（或说隋末），有殿阁庵堂数十所，后毁，大理国高顺贞重建。元、明多次修缮。明末被山洪冲毁，仅存钟楼。清康熙三十八年（1699年）重建，改坐北向南为坐西向东，并将钟楼与寺分隔开，改钟楼为观音阁。同治十一年（1872年），圣源寺被杜文秀起义军烧毁。光绪八年（1882年）重修，民国七年（1918年）、民国三十六年（1947年）又先后进行修缮，1992年对观音阁揭顶维修，2000年对大殿揭顶维修，2010年大理市人民政府拨款15万元对观音阁进行抢救性维修。
1985年，“圣元寺、观音阁、神都”被公布为第一批大理市文物保护单位；1987年，圣源寺观音阁被公布为第三批云南省文物保护单位；2016年，“圣源寺、神都”被公布为第六批大理州文物保护单位。

## 建筑
圣源寺坐西向东，现存大门、南北厢房、大殿，占地面积1,292.2平方米，均为清光绪年间建筑。圣源寺呈四合院式布局，除大殿外的三面建筑为带廊厦的2层房屋，均是白族传统民居的样式。大殿五开间，面阔22米，进深14米，单檐歇山顶，明间为抬梁式结构，次间及两山梁架为穿斗式。大殿的14扇格子门上原有康熙年间雕刻的《白国因由》和观音十八化内容的图案和文字，“文革”期间遭铲毁，现已模糊不清。大殿前廊天花板上绘有佛教故事彩画，保存完好。
观音阁位于大殿南15米处，原为圣源寺之钟楼，康熙三十八年（1699年）改祀观音，故称观音阁，并于圣源寺院落分割开来。观音阁坐西向东，占地面积600平方米，阁高8.5米，2层，上层三开间，下层五开间，面阔12.6米，进深9.14米，高约9米，重檐歇山顶，通穿斗式木结构建筑。檐下所用斗拱粗大，素面无纹饰。回廊前墙封闭，有砖雕。观音阁具体建造年代不详，从建筑分析应为元或明遗构。阁内供奉的“建国圣源观音”像，为银眉长髯的男性观音，俗称“观音老爹”。阁北廊原有明景泰元年（1450年）立的一通石碑，碑阳为《圣元西山记》，杨安道书；背阴为著名的僰文碑《山花碑》，杨黼作，杨安道书，该碑现移存大理市博物馆。